# Lepthyphantes leucopygus
Lepthyphantes leucopygus är en spindelart som beskrevs av Denis 1939. Lepthyphantes leucopygus ingår i släktet Lepthyphantes och familjen täckvävarspindlar.
Artens utbredningsområde är Frankrike. Inga underarter finns listade i Catalogue of Life.